# Уан Липин
Ван Липин с даоистко име Ван Йон-Шен, 法号 灵灵子, което означава „Самотният даоист“. Той е представител на 18-ото поколение на предаване на даоизма на Портите на Дракона на школата Цюанчжен.
Роден е през юни 1949 в подножието на планината на провинция Ляонин, град Фушун. Ван Липин е обучаван от даоистките отшелници Ян Хе Дао (Ву-Жи даоист), който е бил 16-о поколение на традицията Даоизъм на Портите на Дракона, и Ян Жиао Мин (Ин-Лин даоист), и Жиа Жиаой (Сон-Лин даоист), който е бил 17-о поколение на традицията от планината Лао на Шандон провинцията.